# ばんばひろふみ!ラジオ・DE・しょー!のコーナー
本記事では、ばんばひろふみ!ラジオ・DE・しょー!のコーナーを解説する。

## 現在の各コーナーの詳細・逸話

### オープニングクイズ（金曜バンバン開始当初から）
- クイズの内容はなぞなぞ。当選者にはサンアンドスターの白・黒2色のぬいぐるみ（通称:交尾豚）がプレゼントされる。
- 問題の難易度はその週によって様々であるが、過去には問題のレベルの高さから正解者がでなかったこともあった。

### オープニング
- 番組のオープニングテーマ「ジプシー・キングス〜ボラーレ」（金曜バンバンスタート時より）
- バンバンの離婚問題が話題になっていた時期には、このオープニングの枠を使って、自らのことの経緯を説明していた。その離婚問題に関して本人は、「最初にこの番組で話をするつもりであった」と述べていたことから、この番組に対しての愛着の高さがうかがえた一幕でもあった。
- 金曜バンバン開始当初から放送回数を言うことが、お約束となっている。しかし、日によって回数をいわない日もしばしばある。
- 155回目の放送でおにぎりの賞味期限が一時間前に迫っているものが店頭に並べられているというような内容のトークをしたため、翌週の156回目おにぎりの賞味期限で事実と異なることを放送し、セブンイレブンに対してオープニング謝罪した。

### バンバン今週の出来事（土曜バンバン開始当初から）
- 土曜バンバン時代から続くコーナー。今の番組のスタイルになってから、2006年4月からは9時のニュース(それまでは8時のニュース)のバンバンの批評とバンバンの一週間の出来事を振り返るという2枚体制が確立された。
- この時間に今日のテーマを発表することが多い。毎週テーマは「○○にまつわるエトセトラ」。○○の部分が毎週変わり、午後の部でリスナーからの投稿を披露する。放送開始100回目のテーマは「アニバーサリーにまつわるエトセトラ」または「100回にまつわるエトセトラ」ということで、珍しく前の週にテーマの告知があった。
- 毎年恒例○大ニュース
  - 毎年年末年始にはこのコーナーの中で、番組恒例の○大ニュースを発表するのが、土曜バンバン時代（2年目）からのお約束となっている。
  - 開始当初は番組のリスナーによって作成されていたが、現在の枠になってからは、マットという名前の放送作家（当時はリスナー）が作成している。
  - 2006年までは10大ニュース、2007年からは5大ニュースを発表。また2007年は公式HPにて「金ばんファミリーの2007年トップニュース!!」を発表。

### 聞いて三題噺〜吉次VSリスナー〜（2006年4月7日〜）
- 聞いて三題噺〜吉次VSリスナーテーマ曲、「映画・ダイ・ハードのテーマ曲」

- このコーナーは、最近落語の腕があがったのではと囁かれている落語家・露の吉次が、本当に落語の腕があがったのかリスナーとともに検証するコーナー。
- このコーナーでは毎週リスナーと電話を繋いで、落語のネタとなる3つのお題(の内の一つ)を頂き、(後の二つのネタはそれぞれ毎回バンバンとおたかがお題を一つ考えて)、そのネタを元に吉次が即席三台噺を披露する。
- 出演したリスナーは、100点満点中何点かを判定。遊覧船「コンチェルト」のディナークルーズのペアチケットがプレゼントされる。
- しかし実態は、おしえて!コープ（金曜バンバン開始当初から2006年3月まで）のコーナーがなくなってしまったため、また吉次の枠を無理やり残すため、そしてリスナーとの対話のコーナーを残すため、このようなコーナーが作られた。
- 第1回は、コーナー内に三台噺を披露することができなかった。最初は謎掛けを披露（神戸空港と掛けて…）しようとしたが失敗。そのため聞いて賢くなろうよクイズのコーナーで、クイズを発表するまえに三台噺を披露し、なんとか成功した。その後はコーナー開始わずか1ヶ月も経たないうちに100点満点の判定がでた。
- 三台噺を作る際に「場所・モノ・状況」があればスムーズに作れるとおたかが紹介したが、「そんなものはええねん!!」とバンバンがすぐに切り返していた。
- 第一回のお題は、ホッチキス（バンバン）・神戸空港（おたか）・マスターズゴルフ（松居D）。
- 2006年12月1日放送分の放送の回は「乳もみまっせ」（バンバン）・フリーエージェント（おたか）・クリスマスイルミネーション（リスナー）。噺が完成しなかったにもかかわらずリスナーから100点の採点がでた。

### ジャパネットたかたラジオショッピング
- ジャパネットたかたとつないでのラジオショッピング
- 祝日は休止

### ばんばひろふみ・聞いて賢くなろうよクイズ（2004年4月〜）
- テーマ曲、森高千里「勉強の歌」

- 一部の聴取者からは「アホの三択クイズ」として親しまれている、土曜バンバン・音楽クイズ時代から続くコーナー。
- 番組内で放送される「聞いて賢くなろうよクイズ」（映画のタイトルを当てる）の正解者には東急ハンズ三宮店からアミューズメントグッズがプレゼントされる。
- いずれのクイズも三択で、正解はほぼ2番（聞いて賢くなろうよクイズ）・B（カルトクイズ）であることが多い。
- ラジオ・DE・しょー!になってからは、問題がなつかしのヒット映画や往年の外国テレビ映画シリーズを題材に扱うことがお約束となった。

### んげげのコーナー（金曜バンバン開始当初から）
- 土曜バンバン時代は「朝から激論、何言うねん?ごめんねジローのコーナー」という名前だった（ジローとは杉田二郎のことである）。いわゆるお便りのコーナー。
- 採用者にはもれなく「ん」の付くステッカー「んステ」他、番組グッズが当たる。
- 番組グッズは定期的にリニューアルされる。
- 「んげげ」の名前の由来は、土曜バンバン時代にバンバンから一度説明があったが、特に意味のある言葉ではないとのことである。

### シネカノン神戸のコーナー
- タイムテーブルの都合上、タイトルは「おたかのシネマでトーク」となっているが、番組では「シネカノンのコーナー」と言っている。シネカノン神戸で翌日から上映される映画を、支配人のコメントをまじえて紹介するコーナー。
- 「アサヒシネマ」がなくなってから「シネカノン」がスポンサーになっている。

### 知性の玉手箱（土曜バンバン開始当初から）
- テーマ曲、ブレッド「イフ(IF)」
- 各界の色々な知識人の話を聞いて、賢くなろうというコンセプトの土曜バンバン時代から続くコーナー。
- 2005年春までの月末は「あんた一流、私しゃ川柳」というフレーズでおなじみの川柳作家・やすみりえ監修の川柳の日であったが、やすみが充電のため、川柳コーナーは現在はなくなっている。リスナーの中から三人に番組グッズが送られていた。
- 2006年12月29日、2008年1月4日は「シネカノンのコーナー」を休止して、この枠でシネカノンの支配人をゲストに迎え、映画の話をした。

### 吉次・こぎくのベストセラーを読む（2004年5月〜）
- テーマ曲、ビートルズ「ペイパーバック・ライター(Paperback Writer)」
- ジュンク堂三宮店の協力で、今お勧めの本を一冊紹介する。
- コーナーで紹介された本は、ジュンク堂三宮店での店頭での販売場所を紹介すると同時に、毎週2名のリスナーに出演者のサイン入りでプレゼントされる。
- 第134回直木三十五賞の候補作6作中、このコーナーの中で4作を紹介（伊坂幸太郎「死神の精度」(文藝春秋)、荻原浩「あの日にドライブ」(光文社)、東野圭吾「容疑者Xの献身」(文藝春秋)、恩田陸「蒲公英草紙」(集英社)）していたことから、2006年1月6日から「レベルの高い本を紹介するコーナー」にグレードアップした、と宣言。事実、東野圭吾「容疑者Xの献身」が直木賞を獲得した。
- 番組の放送開始当初の一ヶ月間は「どっちが好きか嫌いか」という企画のコーナーで全く面白くなかったことから、現在のベストセラーを読むに変わった。そのため、コーナー回数も番組回数より4回少ない。またコーナー開始当初は、スポンサー等は一切付いておらず、後にジュンク堂三宮店が協力するようになる。
- 2006年4月から放送時間が10時台から11時台に変更される。これはこぎく・綾子のすちゃらかレポート 神戸再発見の旅でこぎくが中継のため。
- 2006年9月1日の放送は、防災の日スペシャル放送のため10時台に放送される。
- 2006年9月よりジュンク堂三宮店・2階のレジの近くに、番組で紹介された本を陳列されたコーナーが設置された。

### 「東急ハンズ」三宮店の店員が出演するコーナー（金曜バンバン時代から。月一回、主に月末）
- 毎週東急ハンズ三宮店の店員がスタジオに登場し、新商品を紹介する。その商品がリスナーにプレゼントされることはない（聞いてかしこくなろうよクイズで毎週アミューズメントグッズがプレゼントされているため）。

### カルトクイズ（金曜バンバン開始当初から）
- カルトクイズについては、2006年5月26日から午後のエンディングで、正解・当選者発表がされるようになったが放送時間短縮のため2007年10月5日より午前に移動。
- ホームページ限定の「カルトクイズ」（その日の放送内容から出題）正解者には番組グッズ（2006年1月現在は5色のパンダのぬいぐるみのうち一体）が当たる。カルトクイズの答えは必ず「B」であり、それ以外の選択肢が答えになった例は過去に1度もない。

### エンディング
- エンディング「スーパーマンのテーマ曲」（ラジオ・DE・しょー!スタート時より〜2007年9月28日）
- エンディング「昨日よりも若く」ばんばひろふみ（2007年10月5日〜）
- ここで、午前のプレゼント・福竜の当選者、カルトクイズ、その他プレゼントの当選者発表が行われる。
- 2007年9月28日までの午前のエンディングでは、吉次とこぎく、の午後・週末の予定をバンバンが聞いたあとで「それでは我々はTo Be CONTINUE.」というフレーズで締めるのが長時間編成になってからのお決まりとなっていた。しかし2006年1月以降は週により、このお決まりのフレーズがない時も出ていた。
- 以前出演していた中野は本番終了後、必ず買い物に出かけることでお馴染みだった。不思議と「押部建雄の走れトラック演歌」や、「遊YOUあかし」の収録があるといった予定を話したことは今まで一度もなかった。

## 過去の各コーナーの詳細・逸話

### 午前の部

#### なちらの名前で出ています。（土曜バンバン開始当初から2006年3月まで、8時台）
- テーマ曲は小林旭「昔の名前で出ています」
- 土曜バンバン時代から続いたコーナー。朝からリスナーの奥様とテレクラ（「電話でお話」）するコーナー。出演者には遊覧船「コンチェルト」のディナークルーズのペアチケットがもらえた。
- リスナーの奥様が本名で出演することは一切なく、番組側が「例によりまして3つ名前を用意しておりますので、好きなの選んで下さい。」と、3つの外国人の名前（選択肢）（例・エリザベス・キャサリン・スージー・クリス・ジュリア・アイリーン・パディー等）を提示し、奥様が一つをセレクト。
- 選び終わると改めて「はい、○○おはよう!」「○○は失礼ですが、今おいくつになりますか?旦那の○○は?」といった感じで会話が展開される。旦那の名前はバンバンがその日の気分で勝手に（例・ボビー・サム）命名。

#### おしえて!コープ（金曜バンバン開始当初から2006年3月まで）
- テーマ曲は高田渡の曲
- 金曜バンバン放送開始当初から続くコーナー、毎週コープこうべの推薦する三つの商品を元に、吉次が即席三台噺を披露していた。
- バンバンは毎週、コーナー紹介をする際に、吉次を普通に紹介することはまずなかった（ウソの落語家・みんなの認めない落語家・みかけ落語家・消えそうな落語家等）。

#### 秋野知恵蔵のコーナー（ラジオ・DE・しょー!開始まで）
- 金曜バンバン時代は日本蕪村という名前で、日本古来から伝わることわざ・格言をこぎくが解説するというコーナーであった。
- 現在は最近使用されるようになった新しい言葉や出来事、流行りモノについてこぎくが用語を解説するというコーナー。毎週1〜2つ紹介する。こぎくの機嫌（その日の調子）がものすごく良い場合は3つ紹介されることもあった。
- 2006年からホームページにも掲載がスタートされたが現在はなくなっている。「今、巷でうわさの言葉について、わかりやすく説明してくれる、秋野こぎく先生のありがたーいご講義。」となっていたが、ご講義のありがたさの度合いは週により異なっていた。

#### こぎく・綾子のすちゃらかレポート 神戸再発見の旅（2006年4月7日〜2006年7月28日）
- テーマ曲「Somebody Stole My Gal」(生産性向上のためのBG音楽・工場向け第一集その5)(Leo Wood作曲。1918年。演奏はPee Wee Hunt)（MBSテレビ「よしもと新喜劇」のテーマ）
- 秋野知恵蔵のコーナー（2006年3月まで）のコーナーがなくなってしまったため、またこぎくの枠を残すため、そして新レギュラーのコーナーを作るため、このようなコーナーが作られたが、わずか4ヶ月で終了。
- 毎回、地元・神戸の街に出てレポートしていた。
- その際の二人に対しての呼びかけは、おたかが二人の名前を呼びかけるのに対しバンバンは、ただ「おーい!」と呼ぶだけである。どちらが二人に対して呼びかけるかは、番組のその日の加減で決まっていた。
- 第1回は、桜がキレイな王子公園からレポート、しかしキレイな桜の下で場所取りのためにブルーシートを広げている男性に対してこぎくが「なにをしてるんですか?」と問いかけたため、スタジオ内が大爆笑。バンバンからも「花見するために決まってるやないかい!アホ!!」と突っ込みを入れられていた。「下手な女漫才みたいで素人でも出来そうなレポート」と、リスナーからも早速投書が来るほどのコーナーの出来であった。
- コーナーの最後は必ず、中野がこぎくに「こぎくちゃん、今日の発見は何ですか?」と尋ねることが毎回のお約束となっているが、その際こぎくがまともな感想を述べることはまずない、そのコメント（こぎくの今日の発見）に対してもバンバンの容赦ない鋭い突っ込みが入っていた。
- 2006年7月28日の、「ビーナスブリッジ」からの中継をもって、コーナーは最終回となった。

#### 福井芝政ワールドミュージックツアー（2005年4月〜秋まで、9時、10時台）
- 福井芝政ワールドミュージックツアー（ラジオ関西制作・東海ラジオ・北陸放送へテープネット、現在は毎週金曜日21:00〜21:30で放送中）の宣伝のためのコーナー
- 福井芝政ワールドの前川社長と電話で繋いで話していた。主に福井芝政ワールドの宣伝。後にこのコーナーがなくなった後に、飛騨高山のんびりとゆっくりとが始まる。
- 福井芝政ワールドミュージックツアーの出演者は前川社長と、ピアニストの天宮遥。

#### 飛騨高山のんびりとゆっくりと（2005年11月以降〜2006年12月まで）
- 「飛騨高山のんびりとゆっくりと」のテーマ「オリビア・ニュートンジョン〜そよ風の誘惑」
- 高山グリーンホテルの新谷尚樹社長に、高山市を中心に飛騨地方の観光情報や、高山グリーンホテルのお得な情報を電話で聞く。たまに新谷社長自身がスタジオに登場する事もある。そのときには、飛騨牛や高山ラーメンといったお土産付き（あくまでも出演者のみ）。

2006年1月27日の放送は、ホテル250選に選ばれ、授賞式に出席のため。
2006年9月1日の放送は、防災の日スペシャル放送のため。
- 新谷尚樹社長が春休みや夏休み等の場合は、専務のまさはるが登場することが年に数回登場することがあった。
- 2007年1月から午後の枠（1時台又は2時台）に移動。月一回の放送に変更。テーマ曲も変更される

#### おたかのシネマでトーク（レギュラーコーナーとしては、土曜バンバン開始当初から2006年1月6日まで、以降は不定期）
- 「おたかのシネマでトーク」のテーマ曲「ピンクパンサーのテーマ曲」
- 土曜バンバン・金曜バンバン時代のテーマ曲は「スーパーマンのテーマ曲」。
- 土曜バンバン時代から続いたコーナー。タイムテーブルの都合上、表示なし。
- バンバンは毎回、「おたかのシネマでトーク」とは言わずに、「おたかの“死ぬまで”トーク」と叫び、その後すかさず、おたかが「シネマでトークでございます!」と言い直す。その際もバンバンは「あー、そうか。」と嫌々返事をするという掛け合いが毎回番組のお約束となっていた。
- 土曜バンバン・金曜バンバン時代は当時神戸にあった映画館「アサヒシネマ」の提供で、「アサヒシネマ」で上映される予定の映画の紹介及びチケットプレゼントをしていたが、「アサヒシネマ」が閉館されたため、現在の提供は「シネカノン神戸」の枠に変更され、タイトルも番組上は「シネカノン」のコーナーとなる。
- それ以降は提供枠なし、タイムテーブルの都合上表示なしで、過去の名作等を紹介。
- 2006年1月6日は、それまでの11時台に放送されていたコーナーの時間が1時間20分繰り上がり、「来週はどの枠になるかはわからない放浪のコーナー」とバンバンが発言していた。おたか本人も「今年からここに引っ越してきまして、そうなんよ。あってもなくてもええねん。どうせどうせ、ええねんええねん。」と発言。
- 2006年1月13日以降、このコーナーそのものが廃止。しかし2006年6月23日の放送で、「ハーフタイムミュージック」の枠で「おたかのシネマでトーク」が約半年振りに生放送で復活、ミュージカル映画特集を行った。この時におたかは「何でなくなったんやろうね（このコーナー）。ほんまに失礼やわ!」と憤慨していた。
- その後2006年8月11日の放送で、「ハーフタイムミュージック」の枠で「おたかのシネマでトーク」がまたまた生放送で復活、その回は「夏」にまつわる映画音楽特集であった。

### 昼休みの部

#### ハーフタイムミュージック（2004年4月〜2007年3月30日）
- 毎回、バンバンのセレクションで洋楽の名盤をかけるという内容。
- しかし2005年9月30日はバンバンが「さんちかときめきタイム」に生出演したため、この枠で「おたかのシネマでトーク」が放送された。
- 開始当初は原則生放送だったが、2006年6月2日からは収録（事前の録音）となった（そのため12:30の交通情報のおたかの交通情報センターの当日の担当者に対しての呼びかけも一切なくなり、この部分まで録音となる）。これはバンバンの、ラジオ関西本社周辺でのウォーキングを優先させるため。
- 2006年6月23日の放送では、「おたかのシネマでトーク」が約半年振りに復活し、ミュージカル映画特集を生放送で行った。
- 2006年8月11日の放送でも、「おたかのシネマでトーク」が復活し、夏の映画音楽特集を生放送で行った。
- 2006年9月1日の放送は、防災の日スペシャル放送のため、この時間に「森脇健児の遊・わーく・ウィークリー」が放送される。また12時40分から、1.5部としておたかと林キャスが防災の日にちなんで、2005年9月1日にラジオ大阪・和歌山放送との間で、地震等の大規模災害時の相互援助協定を締結して丸1年を記念して、和歌山放送の小川孝夫アナウンサーを迎えて、防災にちなんだ話が展開された。
- 2007年1月5日の放送では、バンバンが休みのため、映画音楽（サウンドトラック）特集をバンバン以外の3人で生放送で行った。

#### Monthly A Music（コーナーそのものは2004年4月〜2007年9月28日）（この時間帯は2006年10月〜）
- 2006年10月からは林キャスの進行で、今月のMonthly A Musicと過去のMonthly A Musicを流す。
- 2007年1月から3月までは、選ばれたアーティスト自ら1ヶ月間進行する形となった。
- 2007年4月からは西村愛の進行に変わった。

### 午後の部

#### 午後のオープニング
- 午後のオープニング「スターウォーズのテーマ曲」（ラジオ・DE・しょー!スタート時より〜2007年9月28日）
- 番組のスタートのジングルに「ばんばひろふみ!ラジオ・DE・しょー!、1時からはばんばひろふみと増井孝子がラジオ関西・海の見えるスタジオから生放送でお送りしています。皆さんから今聞きたい曲のリクエスト・メッセージ、何でもお待ちしておりますで!」というナレーションが入る。
- そのナレーションの後のオープニングでは、ストレートに挨拶をすることはまずない。体外の場合はまずバンバンが「2部ですで!」または「2部でございますで!」と言い、その後すかさずおたかが「そうですで!」または「そうでございますで!」と合いの手を入れる。

#### 新作映画紹介コーナー（2004年4月〜2007年9月28日）
- 新作映画紹介のコーナーのテーマ曲「映画・大脱走のテーマ曲」
- 毎週映画会社の宣伝担当者がスタジオに登場し、新作映画を紹介する。毎回その映画のグッズがリスナーにプレゼントされる。
- 2006年4月頃からはそのお礼として担当者に、高橋酒造の米焼酎「白岳」がプレゼントされている。但し午後に歌手などのゲストが登場する場合は、このコーナーに出演した映画の宣伝担当には贈られず、そのゲストに送られる。
- 2006年4月頃からは通常13時台（それまでは14時台）に放送されるが、週により放送時間は多少流動的である。

#### 新潟放送ラジオとつなぐコーナー（月末、新潟県中越地震以降〜2007年9月28日）
- 新潟県中越地震を経験した新潟と兵庫県南部地震を体験した神戸をつなぐ月一回のコーナー。
  - 2006年10月は最終週が中越地震の特番にあたっていたため、第三週に放送された。
  - 新潟放送が製作した「今すぐ新潟弁が話せるCD」や特製ストラップがプレゼントされたことがある。
  - 2007年3月30日までは「キンラジ」とつないだ。2007年4月6日以降は「ポプきん」と結ぶ。
  - 2007年7月20日は新潟県中越沖地震発生5日後ということで、一週間前倒しで「ポプきん」と結んだ。

#### すこやか介護（2005年4月8日〜2007年9月28日）
- 全国放送されている企画ネット番組。
- 毎月第一週はリスナーからのメッセージを紹介。第三週にはスポンサーのヤマシタコーポレーションの福祉用具専門相談員が登場、福祉用具を紹介。それ以外の週は、実際に福祉に携わっている人や行政の福祉窓口の担当者が登場する。
- 毎月プレゼントがあり、介護グッズ、または便利グッズがプレゼントされる。

#### キャプテンテリー・コーヒースタジアムへようこそ（成田珈琲の3時です今日のお味は）（2004年4月〜2007年9月28日）
- コーナーそのものの前身は、この番組が午後に時間延長される前に放送されていた金曜・午後の音楽番組「木岡雅恵のMusic Bon Bon」時代から。
- 成田珈琲の珈琲インストラクター、小林（旧姓・橘田）美佳が毎回登場する。このコーナーは今まで、まともにコーナー名と提供クレジットが過去に読み上げられたことは一度たりともない。
- 2006年5月頃までは「こんなカフェあったらいいな」という架空のカフェ（理想のカフェ）をリスナーから募集し、採用されたリスナーには小林がセレクトしたコーヒー豆がプレゼントされていた。小林が自分で考えた理想のカフェが採用になったこともある。
- 2006年8月4日から「キャプテンテリー・コーヒースタジアムへようこそ」というタイトルに変更になった。同タイトルと同じ名前の成田珈琲の店が神戸・元町にオープンしたため。

#### 大人のドライブミュージック（2007年4月〜2007年9月28日）
- ドライブ中に流れる景色を見ながら聴きたい曲のリクエストに答える。

#### 最後のリクエスト曲（2005年7月頃〜2007年9月28日）
- バンバンの約7年振りのシングル「のんびりとゆっくりと」が発売されてからは、この曲がその日最後のリクエスト曲としてかかるのがお約束となった。但しゲストの登場時間がちょうど、この時間と重なった場合は、のんびりとゆっくりとはかからない。
- 2006年2月10日の放送では、さんちかからの生放送であったため、「風に乗って」が最後のリクエスト曲となった。
- 2007年4月6日の放送では、「速達」が最後のリクエスト曲となった。
- 2007年4月13日の放送では、「HelloAgain」が最後のリクエスト曲となった。

#### 午後のエンディング（2004年4月〜2007年9月28日）
- 午後のエンディング「スーパーマンのテーマ曲」（2006年5月頃から）
- この枠で、午後のプレゼント・カメロンとカルトクイズの当選者が発表される。

- 2006年3月まではエンディングの際に「みなさんごきげんよう、さようなら〜」の後に、必ずといっていいくらい、バンバンが一言付け加え、その一言の後におたかが突っ込みを入れることが、番組のお約束となっていたが、2006年4月以降、放送時間が延長され、おたかが午後の部で帰るため、このお約束は基本的になくなった。

#### 外国人を呼ぶコーナー。（14時台）
- 放送開始当初から、午後から外国人を呼ぶというコーナーがあったが、半年足らずでなくなった。その後は日本人歌手を呼ぶコーナーに変わった。

#### KOBE居留地前ラブストリート At Now!（2006年4月7日〜2006年9月29日）
- 岐阜放送・FM COCOLO・琉球放送でも放送されていた企画ネット番組。神戸・元町のエフエルエス・デンマークショップ内のサテライトスタジオとつなぎ、環境にやさしいライフスタイルに関する話題を紹介。
- 放送内容は、エフエルエスのホームページで映像つきで視聴する事ができた。
- 毎回、エフエルエスの渡辺（通称:なべちゃん）又は和田（通称:DJ TAKUYA）が登場していた。
- 2006年5月5日の放送で中野綾子が潜入レポートを試みた。
- 番組とのタイアップ第一弾、バンバンプロデュースの服を製作するという企画を2006年7月に敢行。
- 正式な「ばんばんプロデュース KOBE STYLE by 7 creators」。企画概要は「ばんばんがプロデュース!」、「ばんばんが着たい服!!」。ばんばんの願望を叶えていく企画で神戸スタイルとして大人気のECOXが、ばんばんと一緒にばんばんの衣装を作り上げていく、という内容。出来上がった服は神戸・元町のエフエルエス・デンマークショップ内に展示されていた。
- 現在はまたまた番組とのタイアップ第二弾として、バンバンプロデュースのTシャツを製作するという企画を2006年9月に敢行。このTシャツは販売予定とのこと。また同月末で渡辺（通称:なべちゃん）が海外に赴任するため。コーナーそのものが終了。

#### バンバン・おたかの花キューピット（2006年10月〜2006年12月29日）
- 毎回花にまつわる曲をリクエストしてもらい、日常生活に花を身近に感じてもらおうというコーナー、毎週リクエストをしたリスナーの中から、一人に花キューピット加盟店で使える花と緑のギフト券5000円券をプレゼントしていたが、コーナーは3ヶ月で終了。

#### エバーグリーンリクエスト（2006年10月〜2007年3月30日）
- エバーグリーンにあたる（該当する）部分のリクエストに答えるという定義になっているものの、実際のエバーグリーンの意味は常緑、不朽を意味する英語の名詞・形容詞であるため、意味不明な定義になっているが、実質的には少し懐かしめの曲のリクエスト枠となっていた。毎週リクエストをしたリスナーの中から、一人に加盟店で使えるブルメール舞多聞のギフト券5000円券をプレゼントしていたが、コーナーは6ヶ月で終了。

#### おたかの“お昼のエロトピア”（2006年6月16日・2006年6月30日の2回のみ）
- テーマ曲ダニエル・リカーリ「ふたりの天使〜ひとつの声のためのコンチェルト」
- バンバンがコーナー名・内容を勝手に決めて、無理矢理始めたコーナー。リスナーから寄せられた、お色気系のお便りを、おたかが情感たっぷりに紹介する。

### 夕方の部
播磨ナウ以外はいずれも2006年4月〜2007年9月28日の内容。

#### 夕方のオープニング
- 夕方のオープニング「スターウォーズのテーマ曲」（ラジオ・DE・しょー!スタート時より）
- 番組のスタートのジングルに「ばんばひろふみ・ラジオ・DE・しょー!、4時半からは林真一郎キャスターとのコンビでお届けするニュース・DE・しょー!、様々な情報が渦巻く現代社会を、わかりやすく発信していますよ。」というナレーションが入る。
- そのナレーションの後のオープニングでは、相方の林をストレートに紹介することはまずない。大概の場合はまずバンバンが「キャス!」または普通に紹介とし、その後バンバンが「キャスはあれですか？」などといった掛け合いで始まる。

#### 播磨ナウ（2007年5月4日〜）
- 実質的なタイトルは「神戸新聞播磨ナウ」、神戸新聞姫路支社の編集部長みよしまさふみ、又は東播支社のとみいまさと、北播総局の山中ひでおと結び、播磨地方の様々な動きを伝える。

#### ミュージックダイアリー
- このコーナーそのものは、2005年4月4日〜2006年3月31日まで放送された「イブニングらじかん 三上公也です」枠から。
- 毎回昔の曲をかけるという内容。基本的に、その日のテーマや記念日、過去の出来事にまつわった曲がかかる。
- 2006年4月はバンバンの往年の曲（SACHICO、いちご白書をもう一度、速達etc）がかかった。
- 2006年8月11日は兵藤ゆきにちなんで「DEAR MY FRIEND」ばんばひろふみ&兵藤ゆき（1988〜1990年/兵藤ゆき作詞。関西テレビ開局30周年記念イベント「MAGMA30」のテーマ曲としても使用された アルバム「DEAR MY FRIEND」に収録）がかかった。
- 2007年1月5日は三浦和人にちなんでアルバム「アンコール」から「あなたを愛する想い」がかかった。

#### ワールドトピックス
- 海外の話題を一つ紹介する。
- このコーナー（枠）そのものは1989年4月、または10月放送開始。コーナーの歴史は現状わかっている範囲で下記の通り。

1989年〜1993年(4月、または10月) 10:05〜10:10 （この時代の提供・川鉄商事）
1993年(4月、または10月) 〜1994年3月 10:25〜10:30 （提供なし）
1994年4月〜1999年9月 「ニュース22」〜22時台最終のニュース15分枠 (この時代から提供は現在の前身、三共)
この時代は世界の話題を2つ、そして世界の天気予報を伝えていた。
1999年10月〜2001年3月 「KOBEアコースティックストーリー」枠（提供・三共）
この時代は世界の話題を2つ紹介、そして世界の天気予報はこのころからなくなった。
2001年4月〜現在 17時台へ移動 「クリック!TODAY」枠〜現在に至る
2006年4月からは世界の話題を1つ紹介している。
2006年9月からはラジ関アフタヌーンでの提供CM枠が2コマ分（40秒）から1コマ分（20秒）に変更されるが、この番組は提供CM枠が2コマ分（40秒）が死守されている。全曜日提供クレジットはそれまで通り読み上げられている。

#### ニュースひょうご（イブニングひょうご）
- 兵庫県内の身近な話題を紹介する。
- このコーナーそのものは1990年代後半から放送された「聞き得ワイド 話題屋団六大通り」時代から。当時は「ひょうごなんじゃもんじゃ」というコーナー名で兵庫県内のさまざまな業種の人たちと電話で繋ぐコーナーだった。その後「クリック!TODAY」枠時代に「クリック!ひょうご」と名前を変え、現在に至る。

「ラジ関アフタヌーン」の中では、コーナー名を、実際のタイトルである「イブニングひょうご」としてある所から、「ニュースひょうご」というタイトルで放送してあるのは金曜日のこの番組のみである。

#### 番組のエンディング
- 番組のエンディングテーマ「ジプシー・キングス〜ボラーレ」（2006年5月頃から、正式には金曜バンバンスタート時より）

### 季節限定のコーナー

#### シロアリ予報（提供:今村シロアリ）
- 4月〜5月まで
- 2005年度は14時35分頃から
- 2006年度、2007年度は13時50分頃から
- ウェザーニュースの情報提供でシロアリの発生状況を流す。

#### 夏だ!元気だ!大塚製薬です
- 6月〜8月まで、毎年夏の間のみ
- 2005年度は13時35分頃から
- 2006年度は14時45分頃から
- レポーターの「ベイビーてらっち」こと寺本章子が、大塚製薬の製品や自動販売機を設置している各地の店舗や施設を訪れ、そこの担当者に話を聞く。コーナーの最後には、その担当者のリクエスト曲をかける。

#### ゲレンデインフォメーション
- 午前・午後 毎年12月終わり又は1月初め頃〜2月終わりころまで*各スキー場と電話を繋いで、ゲレンデの状況等を聞く。
- 神鍋ゲレンデインフォメーション（提供:神鍋観光協会）（2006年春までは9時台、2007年は10時台）
- はりまスキー場だより（提供:播州十倉スキー場・ちくさ高原スキー場）（2006年春までは13時台、2006年12月29日からは14時台）

#### 新鮮!いかなご速報
- 2月下旬〜3月まで
- 2005年・2006年ともに9時20分頃から、2007年は9時49分頃から。
- 明石漁協と電話を繋いで、いかなごの水揚げ状況や調理方法等を聞く。